# North-Pole-Raffinerie (Flint Hills Resources)
Die North-Pole-Raffinerie (engl. North Pole Refinery) von Flint Hills Resources war eine US-amerikanische Raffinerie im Bundesstaat Alaska. Sie befand sich südlich der Stadt North Pole, in der Nachbarschaft zur kleineren ebenfalls North Pole Refinery genannten Raffinerie von Petro Star. Sie war zur Betriebszeit die größte Raffinerie in Alaska.

## Lage
Die Raffinerie stand in der Stadt North Pole, welche sich 20 Kilometer südöstlich von Fairbanks befindet. Es besteht ein Anschluss an die Alaska Railroad.

## Geschichte
Die Raffinerie nahm 1977 die Produktion auf und wurde 1980 durch die MAPCO übernommen. 1998 fusionierte die MAPCO mit der Williams Companies, welche die Raffinerie 2004 an die Flint Hills Resources verkaufte.
Die Produktion wurde im Februar 2014 angehalten und die Raffinerie eingemottet.
Im Dezember 2016 wurde mit dem Abriss der Raffinerieanlagen begonnen. Das Tanklager der Raffinerie wird seit der Stilllegung und dem Abriss der Prozessanlagen als Produkt-Terminal durch Marathon Petroleum genutzt.

## Technische Daten
Die North-Pole-Raffinerie gehört zu den größeren und sehr einfach aufgebauten Raffinerien. Dieser als Topping-Raffinerie benannte Typ ist noch vor den Hydroskimming, die einfachste Art von Raffinerien. Neben Benzin, Diesel und Heizöl wurde vor allem Flugzeugtreibstoff hergestellt, welcher bis zu 60 % der Gesamtprodukte ausmachte.
Durch die Trans-Alaska-Pipeline wurde die Raffinerie mit Rohöl aus North Slope versorgt und gab die anfallenden Rückstände, welche aufgrund der einfachen Bauweise der Raffinerie nicht vor Ort verarbeitet werden konnten, über diese zum Hafen in Valdez weiter.

### Verarbeitungsanlagen
- Atmosphärische Destillation
- Vakuum-Destillation